# John Lightfoot (biologiste)
Pour les articles homonymes, voir Lightfoot.
John Lightfoot (9 décembre 1735 - 20 février 1788) est un prêtre, un libraire, un botaniste et un conchyliologiste britannique.
En 1786, il fait paraître le catalogue de la vente aux enchères de la collection Portland, principalement constituée de coquillages. Simple catalogue d'une vente aux enchères, le catalogue Portland est d'une très grande importance pour la taxinomie des coquillages car Lightfoot y décrit scientifiquement de nombreuses espèces nouvelles.